# Gommapiuma (programma televisivo)
Gommapiuma è stato un programma televisivo italiano di genere commedia, andato in onda su Canale 5 dal 1992 al 1995, con la regia di Lorenzo Lorenzini. Il programma venne scritto e redatto da un quintetto di autori: Adriano Carnevali, Clericetti, Muratori, Starace e Zatta. Ideatore della trasmissione era Luca Tiraboschi.

## La trasmissione

### Il format
Questo piccolo varietà, ispirato al programma di satira inglese Spitting Image, fu realizzato con dei pupazzi raffiguranti importanti personalità del mondo dello spettacolo e della politica di quell'epoca. I pupazzi erano realizzati dal cartoonista Walter Marinello (che nel 2002 realizzò il pupazzo Ziggie), su disegni del caricaturista Franco Bruna.
Il programma univa la satira dissacrante sui personaggi noti della televisione, del giornalismo e della politica allo stile delle sitcom, ambientata all'interno del Gommapiuma Residence, all'interno del quale i pupazzi interagivano tra loro. Nella seconda edizione, filo conduttore delle puntate erano i pupazzi di Gianfranco Funari e Pippo Baudo, che all'interno di un'edicola "conducevano" la trasmissione lanciando le gag legate all'attualità e ai principali fatti di cronaca.
La sigla della trasmissione, che intervallava anche i vari sketch, era una cover di Ma che musica maestro di Raffaella Carrà reinterpretata dai pupazzi protagonisti, tra cui quello della stessa Carrà.
Un format simile in Italia era già stato proposto negli anni ottanta da Telemontecarlo, con il titolo Teste di gomma, mentre su Rai 2 andava in onda Buvette. Rai 2, sempre nei primi anni novanta, cavalcò il successo della trasmissione di Canale 5 producendo la trasmissione domenicale Italiaride, mentre vent'anni più tardi Sky Uno ha utilizzato una formula simile per Gli sgommati.

### La collocazione in palinsesto
La trasmissione è andata in onda con una puntata pilota il 13 novembre 1992, per poi partire il 22 gennaio 1993 con una prima edizione composta di 14 appuntamenti della durata di 45 minuti, in onda al venerdì sera alle 22.45 dopo Scherzi a Parte, sino al 30 aprile (fatta eccezione del 9 aprile, giorno di venerdì santo nel quale la rete decise di sospendere entrambe le trasmissioni nel rispetto della festività). La prima edizione venne seguita da 3 appuntamenti con il Meglio di..., in onda dal 7 al 21 maggio, e riproposta, sempre al venerdì in seconda serata, durante l'estate. 
La seconda edizione, in onda dal 7 novembre dello stesso anno, assume il titolo L'edicola di Gommapiuma, va in onda nell'access prime time della domenica ed ha una durata di appena 15 minuti. Dal mese di marzo del 1994 il programma ritorna nella seconda serata del venerdì sera in coda a Scherzi a Parte, ma mantiene una finestra domenicale di pochi minuti alle 18.40 dal titolo Gommapiuma bonsai. 
La terza edizione riprende il titolo Gommapiuma e debutta venerdì 7 ottobre 1994 alle 22.40 subito dopo Paperissima. Dal 7 gennaio 1995 il programma passa alla seconda serata del sabato, interamente dedicata alla satira grazie all'arrivo sulle reti Fininvest del gruppo del Bagaglino. La trasmissione viene inoltre proposta in replica la domenica dalle 13.30 alle 13.45, prima di Buona Domenica. L'ultima puntata va in onda l'11 marzo 1995.

### Successo e critiche
Nonostante il successo della trasmissione, che arrivò a registrare un indice di ascolto di oltre tre milioni di spettatori con il 19% di share, il format venne accantonato dopo solo tre stagioni. È stato erroneamente riportato di critiche e diffide sull'utilizzo dei pupazzi da alcuni dei personaggi parodiati citando in particolare l'allora presidente della Repubblica Oscar Luigi Scalfaro e Mike Bongiorno. Il pupazzo di Mike Bongiorno non è stato mai realizzato né preso in considerazione e quello di Scalfaro è stato usato senza problemi fino al termine della trasmissione.

## Personaggi
Tra i personaggi parodiati nel programma vi erano:
- Al Bano
- Giulio Andreotti
- Pippo Baudo
- Silvio Berlusconi
- Umberto Bossi
- Rocco Buttiglione
- Raffaella Carrà
- Bill Clinton
- Maurizio Costanzo
- Bettino Craxi
- Massimo D'Alema
- Ciriaco De Mita
- Antonio Di Pietro
- Donatella Di Rosa
- Emilio Fede
- Giuliano Ferrara
- Gianfranco Fini
- Rosario Fiorello (personaggio realizzato ma mai utilizzato)
- Fabrizio Frizzi
- Gianfranco Funari (personaggio realizzato in due versioni diverse)
- Beppe Grillo
- Marisa Laurito
- Roberto Maroni
- Enrico Mentana
- Gianfranco Miglio
- Mina
- Indro Montanelli
- Alessandra Mussolini
- Achille Occhetto
- Marco Pannella
- Luciano Pavarotti
- Irene Pivetti
- Romina Power
- Oscar Luigi Scalfaro
- Vittorio Sgarbi
- Mara Venier (personaggio realizzato ma mai utilizzato)

### Doppiatori / Imitatori
Pierluigi Oddi, Franco Tardivo, Leo Valli, Carmen Chiaro, Gigi Distaso, Mario Marchetti, Viviana Porro, Dea Cinzi.